# Бяла, Дженис
Дженис Бяла (англ. Janice Biala, урождённая Schenehaia Tworkovska; 1903—2000) — американская художница еврейского происхождения, чьи работы, охватывающие семь десятилетий творчества, хорошо ценятся как в Соединённых Штатах, так и во Франции.
Известная своим «безупречным вкусом и замечательным интеллектом», а также «интуитивным чувством композиции и сочетанием цветов», она создавала картины интерьеров, натюрмортов, портретов своих друзей и городских пейзажей мест, где путешествовала. Её работа, которая не поддается простой классификации, лежит между фигурацией и абстракцией. Была одним из великих модернистов, кто преобразовывал изображаемые предметы предметы в форму и цвет, используя «неожиданные цветовые отношения и непринужденный подход к интерпретации реализма».

## Биография
Родилась 11 сентября 1903 года в еврейской семье в польском городе Бяла-Подляска, в то время в Российской империи. У Творковских было шестеро детей.
Иммигрировала в Нью-Йорк в 1913 году, приехав туда со своей матерью Эстер и братом Яковом. Её отец Хайман Творковский (Hyman Tworkovsky), был портным, который эмигрировал в Нью-Йорк ранее и работал в ателье в Нижнем Ист-Сайде. В США родители изменили свою фамилию на Бернштейн, взяв фамилию родственника, которого они указали в качестве поручителя в своих иммиграционных документах. Семья также американизировала свои имена: Шенехая взяла имя Дженис, Яков стал Джеком — впоследствии он стал влиятельным художником Нью-Йоркской школы (Джек Творков). Следуя совету брата, она тоже взяла себе фамилию Творков. В 1929 году Дженис стала натурализованной гражданкой США.
Дженис получила образование в государственных школах Нью-Йорка. Уже в начале учёбы она решила стать профессиональной художницей, в старшей школе она с друзьями собирались вместе для неформальных зарисовок. В двадцать лет она поступила на художественный курс Национальной академии дизайна, где Чарльз Хоторн преподавал курс рисования. В это время она также познакомилась с партнёром Хоторна — Эдвином Дикинсоном, который вёл занятия в Лиге студентов-художников Нью-Йорка. Летом 1923 года она убедила своего брата Джека сопровождать её в колонию художников в Провинстауне, штат Массачусетс, чтобы учиться у Хоторна и Дикинсона. В течение 1924 и 1925 годов она училась на Манхэттене в Лиге студентов-художников, где тогда преподавал Хоторн. В 1924 году Дикинсон написал портрет Дженис, на котором изображена серьёзная мрачно одетая молодая женщина, а в 1925 году она создала свой автопортрет.
С 1929 года художница начала участвовать в групповых выставках, первые состоялись в 1929 и 1930 годах в галерее G.R.D. Salon. G.R.D. была одной из немногих нью-йоркских художественных галерей, которые показывали модернистские картины как женщин, так и мужчин (галерея была названа в честь Глэдис Рузвельт Дик её сестрой Джин Рузвельт). Наряду с работами картинами Бялы, выставка 1929 года включала работы Эвы Шифф, Вирджинии Паркер и Элизабет Ноттингем. Выставка 1930 года, организованная Агнес Вайнрих, содержала работы художников из провинстаунской арт-колонии, в том числе Чарльза Демута, Оливера Чаффи, Карла Кнатса, Люси Л’Энгл, Найлса Спенсера, Маргариты и Уильяма Зорах, а также работы Бялы и её брата Джека.
В этот период времени Дженис обеспечивала себя рядом низкооплачиваемых работ, и когда выставки в G.R.D. не стали приводить к продажам её работ, она приняла приглашение своей подруги поэтессы Эйлин Холл — сопровождать её в поездке в Париж. Эйлин дружила с писателем Фордом Мэдоксом, с которым познакомилась Дженис и стала с ним неразлучна до смерти Форда в 1939 году. Вместе они пережили тяжелое финансовое положение во времена Великой депрессии в США, которая коснулась и Европы. Несмотря на скромное существование и постоянную борьбу с бедностью, им удалось поддерживать тесные контакты с писателями и художниками, в том числе с Гертрудой Стайн, Эзрой Паундом, Пабло Пикассо, Анри Матиссом и Константином Бранкузи.
В 1931 году работы художницы появились в нью-йоркской галерее Macy Galleries. В 1935 году состоялась её первая персональная выставка в Нью-Йорке в Georgette Passedoit Gallery.  В январе 1937 года она снова выставлялась в этой галерее, затем в августе — в Денверском художественном музее. В 1938 году она с Фордом вернулась во Францию, где получила свою первую французскую персональную выставку в Галерее Зак. Форд умер в 1939 году, и Бяла стал его литературным исполнителем (душеприказчиком). С началом Второй мировой войны она вернулась в Нью-Йорк, где провела следующие пять лет. В годы войны она повела персональные выставки и участвовала в групповых, к тому времени не было никаких сомнений в том, что ей удалось утвердиться в качестве профессиональной художницы. В 1942 году она вышла замуж за американского карикатуриста Дэниэла Брустляйна и с этого момента бо́льшую часть времени проводила во Франции, периодически возвращаясь в Нью-Йорк. Поддерживая связь со своим братом-художником, она стала одной из немногих художниц, связанных с Нью-Йоркской школой.
В 1950-х годах её работы часто появлялись на персональных и групповых выставках в нью-йоркской галерее Stable и в парижской галерее Galerie Jeanne Bucher. В течение последующих лет жизни художница продолжала выставляться на персональных и групповых выставках, как в Париже — в Galerie Jacob и Salon des Réalités Nouvelles; так и в Нью-Йорке — в Grüenebaum Gallery и Kouros Gallery. Как отмечали критики, в 1981 году, после шести десятилетий занятия живописью, качество её работ было как никогда хорошим.
Умерла 24 сентября 2000 года в Париже.
После смерти художницы ретроспективные её выставки продолжаются. Её работы находятся в десятках музеев США и Франции, в числе которых: Музей американского искусства Уитни, Смитсоновский музей американского искусства, Художественный музей Сан-Диего, Центр Помпиду, Кантональный музей изобразительных искусств и другие. Произведения Дженис Бялы также украшают офисы многих крупных компаний: BNP Paribas, General Electric, Reader's Digest, Philip Morris, Vassar College.

### Личная жизнь
За свою жизнь художница имела несколько имён. Её имя на иврите было Шенехая Творковска. После иммиграции в США стала Дженис Бернштейн. В молодости была Дженис Творков. В 1920-е годы она подписывала свои работы или эти именем, или именем Дж. Творков.
В начале 1920-х годов она вышла замуж за друга своего брата Джека — художника Ли Гатча. Этот брак не был успешным — вскоре супруги жили раздельно и развелись официально в 1935 году. Дженис никогда не использовала фамилию Гатч, и её редко называли этим именем. Ещё в 1930 году по предложению коллеги-художника Уильяма Зораха она выбрала новое имя, чтобы избежать путаницы со своим братом, другим Дж. Творковым — Бяла, по названию своего места рождения. В 1930-х годах, живя с английским романистом Фордом Мэдоксом, её иногда называли миссис Форд или Дженис Форд Бяла. Она познакомилась с Фордом во время поездки в Париж, но они женаты не были. Дженис оставалась с Фордом до его смерти в 1939 году.
После женитьбы в 1942 году на Дэниэле Брустляйне — известном карикатуристе из Нью-Йорка, она сохранила имя Бяла, но иногда её звали миссис Брустляйн. Последующие годы жизнь пары происходила между Парижем и Нью-Йорком. Чаще всего она называла себя Дженис Бяла или просто Бяла.